# Elephantomyia banksi
Elephantomyia banksi är en tvåvingeart som beskrevs av Alexander 1927. Elephantomyia banksi ingår i släktet Elephantomyia och familjen småharkrankar.
Artens utbredningsområde är Panama. Inga underarter finns listade i Catalogue of Life.